# Berenguer Reverter
Berenguer Reverter fou fill de Reverter I i el seu successor al vescomtat de Barcelona el 1142. També era senyor del castell de la Guàrdia de Montserrat.
Quan va arribar a Barcelona, on ja havia estat del 1133 al 1135, en haver estat educat al Marroc, no sabia signar en romanç i ho feia en algaravia (dialecte ibèric de l'àrab).
Va governar fins a la seva mort el 1158 i el va succeir el seu fill Berenguer II de Saguàrdia.